# Danko Popović
Cette page contient des caractères spéciaux ou non latins. S’ils s’affichent mal (▯, ?, etc.), consultez la page d’aide Unicode.
Danko Popović (en serbe cyrillique : Данко Поповић ; né le 19 août 1928 à Aranđelovac et mort le 7 août 2009 à Belgrade) était un écrivain serbe. Il a notamment écrit des drames radiophoniques et des scénarios de films.

## Biographie
Danko Popović a effectué ses études secondaires dans sa ville natale d'Aranđelovac puis il a suivi les cours de la Faculté de droit de l'université de Belgrade.

## Œuvres

### Contes
- Svečanosti, 1962.
- Kukurek i kost, 1976.

### Romans
- Čarapići, 1969.
- Oficiri, 1979.
- Kuća Lukića, 1980.
- Gospodari, 1985.
- Le Livre de Miloutine (Knjiga o Milutinu), 1985. Traduit en français par Jean Descat, Xenia,  (ISBN 978-2888920663)
- Udovice
- Svinjski ujed
- Konak u Kragujevcu

### Scénarios
- Kolubara de Krsto Skanata, 1972
- Pukovnikovica de Đorđe Kađević, 1972
- Hajduk, d'Aleksandar Petković, 1980
- Karađorđeva smrt, de Đorđe Kađević, TVB, 1984.